# Brafonera
En la milicia antigua, brafonera, para algunos autores era la parte de la antigua armadura que cubría el brazo, y para otros autores, dicen que las brafoneras eran armas defensivas de hierro labradas a manera de escamas o dobleces unos sobre otros, las cuales se "calzaban" y con ellas se cubrían los muslos hasta las rodillas.
Por tanto, la brafonera o era la armadura construida de placas de hierro, que cubría la parte superior del brazo, o especie de calzas hechas de láminas o escamas aceradas, con las que los antiguos soldados defendían los muslos desde la cintura hasta las rodillas.
Los privilegios de Burgos de 1236, Escalona de 1261 y Valladolid de 1295 y algún otro, para impulsar el armamento excusaban de pechos a los caballeros que tuviesen "capiello de fierro, loriga, brafoneras, perpuntes, espada..".. (Estudio de indumentaria española concreta y comparada, Barcelona, 1890; autor: José Puiggari).

## Opiniones: cubría el brazo
- Según Sebastián de Covarrubias Orozco, autor de "Tesoro de la lengua castellana y española", Madrid, 1674, 2 vols., brafonerea era cierta faja o rosca que se ceñía a la parte superior del brazo
- Según Bernardo de Alderete, autor de "Del origen y principio de la lengua castellana", Roma, 1606, y de Deogracias Hevia autor de un glosario militar, "Diccionario general militar de voces antiguas y modernas", Madrid, 1857, era la brafonera una pieza de la antigua armadura que cubría la parte superior del brazo

## Opiniones: cubría la pierna
- Serafín María de Sotto, autor de historia militar de España, "Historia orgánica de las armas de infantería y caballería españolas", Madrid, 1851-1859, 16 vols, las brazoneras son piezas de la antigua armadura para cubrir las piernas.
- "Crónica general", fólio 361: explicando el traje que colocaron al Cid después de muerto dice: " que tenía calzadas unas calzas, entremezcradas de branco o de pietro e arrodesuelas menudo, que no ha home en el mundo que non coidase que eran brafoneras
- Tomás Antonio Sánchez en su libro "Colección de poesías castellanas anteriores al siglo XV", se lee en el arcipreste de Hita: "Por defender las piernas calzó unas brafoneras/ Fizolas enlazar con firmes trebugueras".
- En el "Catálogo de la Real Armería" están más bien los autores en la descripción del arcipreste de Hita, brafoneras, que deben ser armaduras para las piernas y muslos hechas a modo de lorigas, según se dice del pasaje siguiente de Diego de Colmenares, autor de "Historia de la insigne ciudad de Segovia", Madrid, 1640: "Que los caballeros que houieren armas..escudo e lanza e lorigas e brafoneras, e perpunte e capiello de fierro, e espada, que no penchen".
- Según Antonio García Llansó autor de "Armas y armaduras", 1895 y "Museo y biblioteca de Ultramar", 1897, opina que "la falda, volante o brafonera formada de varias planchas o launas, hallábase unida al borde inferior del peto y descendía sobre los muslos protegiendo el vientre y las caderas, completando la defensa del tronco, hasta la época en que se aplicó o adicionó la bragueta"